# 사카구치 겐지
사카구치 켄지(일본어: 坂口 憲二, 1975년 11월 8일 ~ )는 일본 도쿄도에서 태어난 일본의 배우다.

## 개요
- 특기는 영어 회화, 서핑, 골프
- 아버지가 운영하는 유도 학원에 다니고 있다.

## 작품

### 드라마
- 2014년 : 의룡4
- 2010년 : 의룡3
- 2009년 : 오늘도 맑음, 이상 무
- 2007년 : 의룡2
- 2006년 : 의룡
- 2004년 : 마더 앤 러버(マザ-＆ラヴァ-, 후지)
- 2004년 : 프라이드(プライド, 후지)
- 2003년 : 사탕수수밭의 노래(さとうきび畑の唄, TBS)
- 2003년 : 사랑하기 위해 사랑받고싶어(愛するために愛されたい, TBS)
- 2003년 : 언제나 둘이서(いつもふたりで, 후지)
- 2002년 : 행복의 꼬리(しあわせのシッポ, TBS)
- 2002년 :천체관측(후지)
- 2002년 : 사랑의 힘(戀ノチカラ, 후지)
- 2001년 : 넘버 원(ナンバ-ワン, TBS)
- 2001년 : 여기는 제3 사회부(こちら第三社會部)
- 2001년 : 파이팅 걸(ファイティングガ－ル, 후지)
- 2001년 : 러브 스토리(ラブ·スト－リ－, TBS)
- 2001년 : 애견 로시난테의 재난(愛犬ロシナンテの災難, NTV)
- 2001년 : FACE -見知らぬ戀人-
- 2000년 : 나리타가의 사람들(成田家の人人)
- 2000년 : 스타일(スタイル)
- 2000년 : 이케부쿠로 웨스트게이트 파크(池袋ウェストゲ－トパ－ク, TBS)
- 2000년 : 금요일의 여인들에게(金曜日の戀人たちへ)
- 1999년 : 베스트 프렌드(ベストフレンド)